# Vegyes 4 × 100 méteres vegyesúszás a 2013. évi nyári európai ifjúsági olimpiai fesztiválon
A 2013. évi nyári európai ifjúsági olimpiai fesztiválon az úszó versenyszámok közül a vegyes 4 × 100 méteres vegyesúszás versenyeit július 17.-én rendezték Utrechtben.

## Előfutamok
| H   | Nemzet             | Versenyzők                                                                                 | E                                       | Mj |
| --- | ------------------ | ------------------------------------------------------------------------------------------ | --------------------------------------- | -- |
| 1.  | Oroszország        | Filipp Shopin Daniil Antipov Ekaterina Levashova Daria Shibarova                           | 4:05.78 58.94 56.33 1:11.84 58.67       | Q  |
| 2.  | Németország        | Marek Ulrich Paulus Schoen Leonie Huegenell Katrin Gottwald                                | 4:06.99 58.95 55.34 1:14.65 58.05       | Q  |
| 3.  | Ukrajna            | Andriy Khloptsov Dmytro Prozhoga Tetiana Kudako Anastasiia Manakova                        | 4:07.67 58.49 55.83 1:14.11 9.24        | Q  |
| 4.  | Lengyelország      | Dawid Murzyn Michal Chudy Olimpia Prochownik Natalia Fryckowska                            | 4:10.23 58.34 55.67 1:16.22 1:00.00     | Q  |
| 5.  | Spanyolország      | Joan Casanovas Skoubo Pierre-Louis Aubert Rico Rosa Maria Maeso Valdes Marta Cano Minarro  | 4:10.48 59.42 57.61 1:15.15 58.30       | Q  |
| 6.  | Franciaország      | Geoffrey Renard Guillaume Garzotto Emma Drhouin Maelle Baesel                              | 4:10.99 1:00.03 57.48 1:15.32 58.16     | Q  |
| 7.  | Egyesült Királyság | Martyn Walton Luke Gunning Georgia Coates Darcy Deakin                                     | 4:11.30 1:01.43 57.12 1:14.19 58.56     | Q  |
| 8.  | Görögország        | Theodoros Benehoutsos Athanasios-Charalam Kynigakis Anastasia Syrigou Ilektra-Varvara Lebl | 4:12.42 1:01.55 57.17 1:13.15 1:00.55   | Q  |
| 9.  | Szlovénia          | Gasper Basic Blaz Demsar Neza Klancar Neza Kocijan                                         | 4:15.63 1:01.86 57.55 1:16.85 59.37     | T1 |
| 10. | Írország           | Benjamin Doyle James Brown Niamh Kilgallen Rachel Bethel                                   | 4:16.89 1:00.97 1:00.48 1:15.79 59.65   | T2 |
| 11. | Fehéroroszország   | Ihar Vauchok Artsiom Pushkou Viktoryia Mikhalap Marharyta Karaseva                         | 4:18.31 1:00.54 59.28 1:17.29 1:01.20   |    |
| 12. | Finnország         | Hannes Vaere Emil Martikainen Moona Koski Roosa Moert                                      | 4:19.10 1:02.83 59.07 1:16.57 1:00.63   |    |
| 13. | Svájc              | Olivier Petignat Marvin Slanschek Sara Staudinger Zoe Preisig                              | 4:19.13 1:04.49 58.30 1:16.27 1:00.07   |    |
| 14. | Szerbia            | Matija Pucarevic Strahinja Misic Mila Medic Anja Crevar                                    | 4:20.05 1:04.15 58.34 1:16.77 1:00.79   |    |
| 15. | Szlovákia          | Alexander Svetlik Marek Smetana Zuzana Pavlikovska Patricia Mizurova                       | 4:20.33 1:01.34 1:00.45 1:18.47 1:00.07 |    |
| 16. | Litvánia           | Juozas Mackonis Artur Kudelko Ruta Tranaite Bena Sarapaite                                 | 4:20.66 1:02.49 57.99 1:18.54 1:01.64   |    |
| 17. | Törökország        | Furkan Turan Alp Mete Cetinkol Zeynep Serttuerk Elif Oezdemir                              | 4:22.56 1:00.64 58.64 1:22.73 1:00.55   |    |
| 18. | Románia            | Glinta Róbert Paul Pavala Stefania Dospin Emilia Colti Dumitrescu                          | 4:28.76 1:04.44 1:01.02 1:19.00 1:04.30 |    |
| 19. | Luxemburg          | Max Mannes Antoine Biver Eline Van Den Bossche Alicia Turmel                               | 4:28.84 1:01.85 1:00.89 1:22.59 1:03.51 |    |
| -   | Norvégia           | Marius Solaat Roedland Sigurd Holten Boeen Marte Loevberg Emma Augustsson                  | 59.17 1:14.51                           | DQ |
| -   | Csehország         | Tomas Franta Marek Osina Edita Chrapava Nikol Paulova                                      | 59.51 57.84 1:12.75                     | DQ |

## Döntő
| H     | Név                | Nemzet                                                                                     | E                                     | Mj |
| ----- | ------------------ | ------------------------------------------------------------------------------------------ | ------------------------------------- | -- |
| Arany | Oroszország        | Filipp Shopin Daniil Antipov Ekaterina Levashova Arina Openysheva                          | 3:59.93 57.45 55.39 1:11.50 55.59     | CR |
| Ezüst | Németország        | Marek Ulrich Paulus Schoen Leonie Huegenell Anabel Ivanov                                  | 4:05.02 57.85 55.22 1:13.90 58.05     |    |
| Bronz | Ukrajna            | Andriy Khloptsov Dmytro Prozhoga Tetiana Kudako Anastasiia Manakova                        | 4:05.66 57.79 55.65 1:13.62 58.60     |    |
| 4.    | Egyesült Királyság | Martyn Walton Luke Gunning Abbie Wood Darcy Deakin                                         | 4:06.65 58.60 56.39 1:12.99 58.67     |    |
| 5.    | Lengyelország      | Dawid Murzyn Michal Chudy Olimpia Prochownik Natalia Fryckowska                            | 4:07.68 58.32 56.44 1:14.27 58.65     |    |
| 6.    | Spanyolország      | Javier Romerobarrios Alberto Lozano Mateos Rosa Maria Maeso Valdes Marta Cano Minarro      | 4:07.74 58.82 55.32 1:15.12 58.48     |    |
| 7.    | Franciaország      | Geoffrey Renard Guillaume Garzotto Emma Drhouin Maelle Baesel                              | 4:10.58 59.27 57.51 1:15.09 58.71     |    |
| 8.    | Görögország        | Theodoros Benehoutsos Athanasios-Charalam Kynigakis Anastasia Syrigou Ilektra-Varvara Lebl | 4:12.61 1:01.22 57.99 1:12.97 1:00.43 |    |